# Universidad Católica de Camerún
La Universidad católica de Camerún (en inglés: Catholic University of Cameroon) es una universidad privada ubicada en Bamenda en la región noroeste de la República de Camerún. Se trata de la Universidad Provincial de la Iglesia católica en la parte anglófona de Camerún y la única Institución de Educación Superior Católica fundada por los Obispos Católicos de habla inglesa de la Provincia Eclesiástica de Bamenda. Se ofrecen estudios de pregrado, postgrado y profesionales, tanto en las artes como en las ciencias.